# 14章〜The message〜
『14章 〜The message〜』（じゅうよんしょう ザ・メッセージ）は、2014年10月29日にアップフロントワークス（zetimaレーベル）から発売されたモーニング娘。の14枚目のオリジナルアルバムである。

## 概要
初回生産限定盤A・B、通常盤の3形態で発売。初回生産限定盤A・BはCD+DVD、通常盤はCDのみ。初回生産限定盤Aはブックレットが付属したデジパック仕様で、両初回生産限定盤にイベント抽選シリアルナンバーカードが封入されている。
オリジナルアルバムとしては前作『⑬カラフルキャラクター』から2年ぶりであり、モーニング娘。'14名義でリリースされる唯一の作品となる。
2014年9月14日に東京・品川ステラボールにて行われたモーニング娘。誕生日記念ライブ『18年目もいきまっしょい!』にてリリースが発表された。
本作は8代目リーダーで6期メンバーの道重さゆみ、および9期メンバーの鞘師里保・鈴木香音にとっては、ラスト参加となる作品であり、オリジナルアルバムとしては11期メンバーの小田さくらの初参加作品でもある。発売前に加入した12期メンバー（尾形春水・野中美希・牧野真莉愛・羽賀朱音）は本作に参加していない。
本作はつんく♂の誕生日に発売された。また、2015年よりつんく♂はハロー!プロジェクトの総合プロデューサーから退いており、モーニング娘。としては最後のつんく♂プロデュース作品となった（ただしその後もサウンドプロデュースとして関わりは続いている）。

## 収録曲

### CD
- 全作詞・作曲：つんく / 全編曲：大久保薫（#3 - #5除く） / プロデュース：つんく♂

1. TIKI BUN (Album Version) [5:13]
57thシングルのアルバムバージョン。シングルバージョンからイントロが更に追加されている。
2. Password is {\displaystyle \scriptstyle \emptyset } [4:31]
56thシングル。
3. 明日を作るのは君 [3:46]
  - 編曲：田中直
4. キラリと光る星 / 鞘師里保・小田さくら [3:48]
  - 編曲：江上浩太郎
5. 恋人には絶対に知られたくない真実 / 道重さゆみ・譜久村聖・飯窪春菜 [4:11]
  - 編曲：AKIRA
6. What is LOVE? [3:12]
55thシングル。
7. 私は私なんだ [4:01]
57thシングルの候補でもあった楽曲[6]。
8. 笑えない話 [4:03]
9. 笑顔の君は太陽さ [4:34]
55thシングル。
10. 君の代わりは居やしない [4:29]
55thシングル。
11. 大人になれば 大人になれる / 生田衣梨奈・鈴木香音・石田亜佑美・佐藤優樹・工藤遥 [3:57]
12. 時空を超え 宇宙を超え [4:47]
56thシングル。

### 初回生産限定盤A付属DVD
1. 道重さゆみ「モーニング娘。人生を変えた」出来事
モーニング娘。に加入して約11年半。道重さゆみにとってのモーニング娘。人生を変えた出来事とは?過去の秘蔵映像とともに送るロングインタビューを収録!

### 初回生産限定盤B付属DVD
1. 9期・10期・11期のスペシャルインタビュー
8代目リーダー道重さゆみの卒業。残されたメンバーは何を思い、どんな「新生モーニング娘。」を作り上げようとしているのか。それぞれのソロインタビューを収録!

## 参加メンバー
- 6期：道重さゆみ
- 9期：譜久村聖・生田衣梨奈・鞘師里保・鈴木香音
- 10期：飯窪春菜・石田亜佑美・佐藤優樹・工藤遥
- 11期：小田さくら

## 参加ミュージシャン
- 道重さゆみ：Chorus (#1, #2, #5 - #10, #12)
- 譜久村聖：Chorus (#5)
- 鞘師里保：Chorus (#1 - #4, #6 - #10, #12)
- 小田さくら：Chorus (#4)
- つんく♂：Chorus (#1, #2, #6, #9, #10)
- 大久保薫：Keyboard (#1, #2, #6 - #12), Programming (#1, #2, #6 - #12)
- 竹内浩明：Chorus (#1, #8)
- U.M.E.D.Y.：Chorus (#1, #8)
- AKIRA：Programming (#5), Chorus (#2, #5)
- 田中直：Programming (#3)
- CHINO：Chorus (#3, #11)
- 江上浩太郎：Programming (#4)
- 鎌田こーじ：E. Guitar (#6, #11)
- 弦一徹：Violin (#12)